# John Berry (zanger)
John Edward Berry (Aiken, South Carolina, 14 september 1959) is een Amerikaans zanger en songwriter. Hij heeft meer dan vijftien studioalbums opgenomen, waarvan een platina album en twee gouden albums.
Berry werd midden jaren vijftig bekend als songwriter toen hij, samen met zijn vriend Don Covay, 'Sexy Ways' van Hank Ballard and the Midnighters verbouwde tot hun eigen danslied 'Pony Time'. Dit werd door beiden opgenomen op het Arnold-label in 1960, met de Goodtimers als achtergrondband. Toen Cameo-Parkway het nummer coverde met artiest Chubby Checker, werd het een hit, evenals de andere Hank Ballard-cover 'The Twist', waar Chubby een nummer 1-hit mee behaalde.
Berry en Covey ondervonden zo dat er met liedjes schrijven meer te verdienen was dan met zingen. Zo schreven ze voor Fabian hun 'Hold On' en 'Tongue Tied', dat op Chancellor Records uitkwam. Berry alleen heeft meer dan 125 liedjes bij BMI (Broadcast Music, de Amerikaanse royaltyorganisatie) geregistreerd staan.

## Albums
- 2008 - Those Were the Days (Clear Sky Records)
- 2004 - I Give My Heart (Clear Sky Records)
- 2003 - Oh Holy Night Live (Clear Sky Records)
- 2001 - All the Way to There (ARK)
- 2000 - My Heart Is Bethlehem (ARK)
- 1999 - Wildest Dreams (Capitol)
- 1999 - There He Goes (Lyric Street Records)
- 1998 - Better Than a Biscuit (Capitol)
- 1997 - Oh Holy Night (Capitol)
- 1996 - Faces (Capitol) - goud
- 1995 - Standing on the Edge (Liberty/Capitol) - goud
- 1994 - Things Are Not the Same (Liberty/Capitol)
- 1994 - Saddle the Wind (Liberty/Capitol)
- 1993 - John Berry (Capitol) - platina

- Gemeinsame Normdatei: 135018366
- International Standard Name Identifier: 0000 0000 5550 1962
- Library of Congress Control Number: n93002611
- MusicBrainz: dcf7296b-2913-4187-9ea5-ca9d04a9c388
- Nationale Bibliotheek van Tsjechië: xx0166877
- Nederlandse Thesaurus van Auteursnamen: 148542891
- Virtual International Authority File: 13975428
- WorldCat: E39PBJktmwCKVYVrPX9CW4pwYP